# Yukio Yokoyama
Yukio Yokoyama (jap. 横山幸雄 Yokoyama Yukio; ur. 10 lutego 1971 w Tokio) – japoński pianista; laureat III nagrody na XII Międzynarodowym Konkursie Pianistycznym im. Fryderyka Chopina (1990).

## Życiorys
Pochodzi z rodziny o muzycznych tradycjach. Jego matka również była pianistką. Naukę gry na fortepianie rozpoczął w wieku kilku lat, a o jego talencie przychylnie wypowiadali się Herbert von Karajan i Mstisław Rostropowicz. Uczył się jednocześnie gry na fortepianie i kompozycji. Studiował na Tokijskim Uniwersytecie Sztuki oraz w Konserwatorium Paryskim (m.in. u Vlado Perlemutera). Studia w Konserwatorium ukończył w 1990 roku.
W czasie swojej kariery wziął udział w kilku konkursach pianistycznych:
- Ogólnojapoński Konkurs Studentów zorganizowany przez Mainichi Shimbun (1984) – I nagroda (fortepian i kompozycja)
- Międzynarodowy Konkurs Pianistyczny im. Ferruccio Busoniego w Bolzano (1989) – V nagroda
- Międzynarodowy Konkurs im. Marguerite Long i Jacques’a Thibaud w Paryżu (1989) – III nagroda
- Międzynarodowy Konkurs Pianistyczny im. Fryderyka Chopina w Warszawie (1990) – III miejsce i pozaregulaminowa nagroda Krystiana Zimermana za najlepsze wykonanie sonaty[1]

Koncertuje w wielu krajach świata z wieloma słynnymi orkiestrami. Do Polski powracał m.in. na Międzynarodowy Festiwal Chopinowski w Dusznikach-Zdroju. Słynie z maratonów muzycznych, w trakcie których wykonuje większość utworów Chopina. W 2010 wykonał 166 utworów w trakcie jednego koncertu, a jego wyczyn został wpisany do Księgi rekordów Guinnessa. W 2011 wykonał 212 utworów Chopina w ciągu 18 godzin w ramach akcji charytatywnej po trzęsieniu ziemi u wybrzeży Honsiu.
Zajmuje stanowisko profesora na Ueno Gakuen University w Tokio i Elisabeth University of Music w Hiroszimie. W 1993 roku otrzymał nagrodę kulturalną miasta Jokohamy.

## Repertuar i dyskografia
W jego repertuarze znajduje się wiele dzieł Fryderyka Chopina, Ludwiga van Beethovena, Ferenca Liszta i Siergieja Rachmaninowa.
Nagrał wiele płyt m.in. dla Sony Classical.